# Homosexualität in Sambia

Geografische Lage von Sambia

Homosexualität ist in Sambia gesellschaftlich stark tabuisiert: 98 % der Bevölkerung verurteilt Homosexualität und seit 1999 arbeitet eine NGO (Zambians Against People with Abnormal Sexual Acts) an der Bekämpfung von Homosexualität und Homosexuellen. Homosexuelle Handlungen sind in Sambia nach Kapitel 87 der Paragrafen 155 bis 157 des Strafgesetzbuches strafbar. Aufgrund der Illegalität bestehen keine LGBT-Communitys in Sambia. Homosexuelle Menschen werden dadurch in den gesellschaftlichen Untergrund gedrängt. 2010 stimmte die National Constitutional Conference der Einführung einer Klausel zu, die gleichgeschlechtliche Ehe verbietet.